# Substitutions-permutationskrypto
Substitutions-permutationskrypto, en krypteringsalgoritm där krypteringen genomförs blockvis genom att omväxlande substituera (byta ut) och permutera bitarna i blocket. En typ av substitutions-permutationskrypto är feistelkryptot.